# All-Ireland Senior Football Championship 2011
L'All-Ireland Senior Football Championship 2012 fu la 125ª edizione del principale torneo di calcio gaelico tra le contee irlandesi (esclusa Kilkenny) più rappresentative di Londra e New York. Fu vinto da Dublino in finale contro Kerry, grazie a un point allo scadere del portiere. Per Dublino si trattò del 23º titolo, il primo dal 1995.

## Struttura
- Vengono disputati i quattro tornei provinciali (Londra e New York competono nel Connacht Senior Football Championship) I quattro campioni provinciali avanzano direttamente ai quarti di finale All-Ireland.
- Le sedici squadre eliminate prima delle semifinali accedono al primo turno dei ripescaggi. Le otto vincitrici avanzano al secondo turno.
- Secondo Turno:le otto squadre eliminate nella semifinale del torneo provinciale sfidano le 8 provenienti dal turno 1 dei ripescaggi. Le vincenti sono ammesse al terzo turno.
- Terzo turno:le otto squadre provenienti dal turno 2 si sfidano per ridurre il numero a 4.
- Quarto turno. Le vincenti del terzo turno sfidano le finaliste perdenti dei tornei provinciali. Le vincenti sono ammesse ai quarti di finale All Ireland
- Quarti di finale. Le vincitrici dei titoli provinciali sono teste di serie e non si possono incontrare in questo turno, quindi sfidano le squadre uscite dai ripescaggi. A questo punto si procede nel modo classico: semifinale e finale.

## Risultati

### Munster Senior Football Championship
| Arbitro: | M Condon (Waterford) |

| |           | |
| C Cooper 0-5 (2f), B Sheehan 2-1 (1-0 pen, 1f), Darran O'Sullivan, Declan O'Sullivan 0-3 each, K O'Leary, E Brosnan, A O'Mahony, D Walsh 0-1 each | Marcatori | B Grogan (2f) 0-3, C Sweeney (1f), P Austin 0-2 each, B Fox, G Hannigan, B Mulvihill, P Acheson 0-1 each |

| Arbitro: | E Kinsella (Laois) |

| |           |                                                                    |
| D Goulding 0-8 (6f), D O'Connor 1-4 (0-2f), C Sheehan 0-4, P O'Neill 0-2, A Walsh, A O'Connor, M Shields, P Kerrigan, J Miskella all 0-1 each | Marcatori | R Donnelly 0-5, D Tubridy 0-3 (1f), G Brennan 0-2, A Clohessy 0-1. |

| Arbitro: | R Hickey (Clare) |

| |           | |
| C Cooper 0-7 ( 0-1 free), Darran O'Sullivan 1-3, Declan O'Sullivan 0-4, B Sheehan (0-1 '45), K Donaghy, K O'Leary 0-2 each, K Young, P Galvin, B J Keane, E Brosnan, D Bohan, D Geaney 0-1 each | Marcatori | G Collins 1-4 (0-1 free), S Buckley, S O'Carroll 1-0, S Kelly (0-1f), J O'Donovan J McCarthy, S Gallagher, M Sheehan 0-1 each |

| Arbitro: | P Fox (Westmeath) |

| |           | |
| D Goulding 2-2, P Kerrigan 1-3, J Miskella 1-2, F Goold 1-0, F Lynch, D Goold 0-2 each, P Kelly, A Walsh, C Sheehan, E Cotter, D O'Connor (0-1f), G Spillane 0-1 each | Marcatori | B Wall (1-0f), G Hurney (1-0 pen) 1-1 each, T Prendergast, S Fleming (0-1f) 0-2 each, S Briggs, B Phelan 0-1 each |

| Arbitro: | D Coldrick (Meath) |

| |           | |
| Declan O'Sullivan 0-5, Darran O'Sullivan 1-0, C Cooper (1f) B Sheehan, K Donaghy 0-2 each, K O'Leary, D Walsh, E Brosnan, J O'Donoghue 0-1 each | Marcatori | D Goulding 0-5 (3f), D O'Connor 1-1 (1-0 pen), P Kerrigan 0-3, C Sheehan, A O'Connor, P Kelly 0-1 each |

|  | Quarti di finale | Quarti di finale | Quarti di finale |          |       | Semifinale | Semifinale | Semifinale |  |  | Finale | Finale | Finale |  |
|  |                  |                  |                  |          |       |            |            |            |  |  |        |        |        |  |
|  |                  |                  |                  |          |       | Kerry      | Kerry      | 1-26       |  |  |        |        |        |  |
|  |                  |                  |                  |          |       | Kerry      | Kerry      | 1-26       |  |  |        |        |        |  |
|  |                  |                  | Limerick         | Limerick | 3-9   |            |            |            |  |  |        |        |        |  |
|  | Kerry            | Kerry            | Limerick         | Limerick | 3-9   | 2-16       |            |            |  |  |        |        |        |  |
|  | Kerry            | Kerry            |                  |          |       |            |            |            |  |  |        |        |        |  |
|  | Tipperary        | Tipperary        | 0-11             |          |       |            |            |            |  |  |        |        |        |  |
|  | Tipperary        | Tipperary        | 0-11             |          | Kerry | Kerry      | 1-15       |            |  |  |        |        |        |  |
|  |                  |                  |                  |          |       |            |            |            |  |  |        |        |        |  |
|  |                  |                  | Cork             | Cork     | 1-12  |            |            |            |  |  |        |        |        |  |
|  |                  |                  |                  | Cork     | 1-12  |            |            |            |  |  |        |        |        |  |
|  |                  |                  |                  |          |       |            |            |            |  |  |        |        |        |  |
|  |                  |                  |                  |          |       |            |            |            |  |  |        |        |        |  |
|  |                  | Waterford        | Waterford        | 2-8      |       |            |            |            |  |  |        |        |        |  |
|  |                  |                  |                  | 2-8      |       |            |            |            |  |  |        |        |        |  |
|  |                  |                  | Cork             | Cork     | 5-17  |            |            |            |  |  |        |        |        |  |
|  | Clare            | Clare            | Cork             | Cork     | 5-17  | 0-11       |            |            |  |  |        |        |        |  |
|  | Clare            | Clare            |                  |          |       |            |            |            |  |  |        |        |        |  |
|  | Cork             | Cork             | 1-23             |          |       |            |            |            |  |  |        |        |        |  |

### Leinster Senior Football Championship
| Arbitro: | M Duffy (Sligo) |

|                                                                                                 |           |                                                       |
| J Doyle 0-4 (3f), A Smith 0-3, G White ('45), H Lynch, T O'Connor, E Bolton, P Fogarty 0-1 each | Marcatori | A O'Malley, S Furlong (1f) 0-2 each, L Glynn 0-1 (f). |

| Arbitro: | D Coldrick (Meath) |

|                                                                                        |           |                                                                      |
| D Carroll 0-4 (1f), B Sheehan, N Donoher 0-2 each, MJ Tierney, R Munnelly (f) 0-1 each | Marcatori | S McCormack 0-6 (3f), B Kavanagh, M Brady, B McElvaney (f) 0-1 each. |

| Arbitro: | P O'Sullivan (Kerry) |

| |           |                                                        |
| C Lyng 1-6 (4f), B Brosnan 0-7 (3f, 1 '45'), R Barry 1-0, R Quinlivan, P Byrne, A Morrissey 0-1 each. | Marcatori | N McNamee 0-4, B Allen 0-2, N Dunne, K Casey 0-1 each. |

| Arbitro: | S Doyle (Wexford) |

| |           |                                                                                                 |
| J Doyle (1f), E Callaghan 0-4 each, E O'Flaherty 0-3 (1f, 1'45), J Kavanagh 0-2, A Smith, E Bolton, R Kelly 0-1 each | Marcatori | S O'Rourke (1f), P O'Rourke (2 '45s) 0-3 each, J Sheridan 0-2, S Bray, B Farrell (1f) 0-1 each. |

| Arbitro: | J McQuillan (Cavan) |

|                                                                                  |           | |
| R Munnelly 0-4 (2f), D Carroll, P McMahon, G Kavanagh all 0-2 each, C Begley 0-1 | Marcatori | D Connolly 1-3, B Brogan 0-5 (2f), S Cluxton (3 '45s), A Brogan 0-3 each, B Cullen, T Quinn (f) 0-1 each |

| Arbitro: | P Hughes (Armagh) |

| |           |                                                                                        |
| C Lyng 0-10 (3f), B Brosnan 0-7 (5f), R Barry 1-3, A Flynn, R Quinlivan, S Roche, E Bradley 0-1 each. | Marcatori | D Dolan 0-7 (2f), Denis Glennon 0-4, P Greville 0-2 (2f), A Finnan, J Heslin 0-1 each. |

| Arbitro: | D Fahy (Longford) |

| |           |                                                                                               |
| D St Ledger 0-4 (3f); Brendan Murphy 0-3; Brian Murphy 0-2 (1f); D Foley 0-2 (2f); P Hickey, S Gannon, E Finnegan 0-1 each. | Marcatori | S Lennon 0-6 (3f); P Keenan 0-2; D Reid, B Donnelly, D Maguire, D Crilly, R Carroll 0-1 each. |

| Arbitro: | M Collins (Cork) |

|                                                                                      |           |                                                                                 |
| S Roche 2-4, B Brosnan 0-6 (2f, 3 '45s'), E Bradley 1-1, PJ Banville 1-0, C Lyng 0-1 | Marcatori | Brian Murphy 0-3f, B Murphy, C Mullins, D St Ledger (1f) 0-2 each, D Foley 0-1f |

| Arbitro: | C Reilly (Meath) |

|                                                                                      |           |                                                                                                 |
| B Brogan 0-6 (5f), P Flynn 1-1, A Brogan, S Cluxton ('45', f) 0-2 each, B Cullen 0-1 | Marcatori | E Callaghan 1-2, E O'Flaherty 0-4 (1f), R Kelly 0-2, E Bolton, J Doyle (1f), R Sweeney 0-1 each |

| Arbitro: | J Mc Quillan (Cavan) |

|                                                                 |           | |
| B Brosnan 0-9 (4f, 2 '45), R Barry 1-0, C Lyng 0-2, A Flynn 0-1 | Marcatori | J McCarthy 1-0, A Brogan, B Brogan (1f) 0-3 each, S Cluxton (1'45), D Bastick, P Flynn, B Cullen, K McMenamin, R McConnell 0-1 each, G Molloy 1-0 (o.g.) |

### Connacht Senior Football Championship
| Arbitro: | J Curley (Meath) |

|                                                                                                  |           |                                                                                        |
| C Beirne 1-3 (0-1f), E Mulligan 0-2f, W McKeon, T Beirne, P Brennan, A Croal, J Glancy 0-1 each. | Marcatori | A Marren 0-4 (2f), M Breheny 0-2 (1f), T Taylor, F Quinn, S Coen, D Maye (f) 0-1 each. |

| Arbitro: | P McEnaney (Monaghan) |

| |           | |
| D Doona 0-4f, K O'Connor 1-1, J Kelly (1f, 1 '45'), CJ Molloy (1f) 0-2 each, S Harold, F Cleary 0-1 each. | Marcatori | D Shine 0-5 (1f, 1 '45'), S Kilbride 1-4 (1f), K Higgins, C Cregg 1-1 each, C Devanney 0-3, I Kilbride, M Finneran, E Kenny, D Ward, P Domican, K Mannion, S O'Neill 0-1 each |

| Arbitro: | M Collins (Cork) |

| |           | |
| P Geraghty 1-1, C O'Sullivan 1-0, E O'Neill (2f), B Comer, K Phair (1f) 0-2 each, M Gottsche, J Collins, S McVeigh 0-1 each | Marcatori | A Moran 0-7 (2f), A Dillon 0-4, K McLoughlin 0-2, J Doherty, T Mortimer, J Kilcullen, C O'Connor, A Freeman, R Hennelly ('45) 0-1 each |

| Arbitro: | P McEnaney (Monaghan) |

|                                                                    |           | |
| E Mulligan, C Beirne (2f) 0-2 each, A Croal, R Gallagher 0-1 each. | Marcatori | S Kilbride 0-5 (2f), D Shine, C Devaney 1-1 each, K Higgins 0-2, K Mannion, C Cregg, S O'Grady 0-1 each |

| Arbitro: | R Hickey (Clare) |

| |           |                                                              |
| A Freeman 1-2, R Hennelly 0-2 (2f), T Mortimer, K McLoughlin, A Dillon (0-1f), A Moran, C O'Connor, J Doherty, E Varley, R McGarrity 0-1 each | Marcatori | C Bane 0-4 (3f), P Conroy 1-0, P Joyce, E Concannon 0-1 each |

| Arbitro: | M Collins (Cork) |

|                                                                    |           |                                                                                       |
| D Shine (0-4fs, 0-1 '45) 0-8, D Ward, S Kilbride, C Cregg 0-1 each | Marcatori | C O'Connor (0-8f) 0-8, P Gardiner, K McLoughlin, A Moran, A Dillon, E Varley 0-1 each |

### Ulster Senior Football Championship
| Arbitro: | M Deegan (Laois) |

|                                                                                                   |           |                                                                    |
| M McHugh 1-1, M Murphy 0-3 (3f), R Bradley, C McFadden (1f) 0-2 each, D Molloy, A Hanlon 0-1 each | Marcatori | T McCann, P Cunningham (1f), K Niblock (2f) 0-2 each, M Dougan 0-1 |

| Arbitro: | J McQuillan (Cavan) |

| |           |                                                                                               |
| E Bradley 1-4, C Gilligan 0-3, E Muldoon, J Diver, M Bateson, G O'Kane 0-2 each, M Lynch, SL McGoldrick, C Kielt 0-1 each | Marcatori | D Kille 0-5 (3f, 1 '45), J Woods 1-0, R Jones 0-2, T Flanagan, C O'Brien, B Mulrone 0-1 each. |

| Arbitro: | C Reilly (Meath) |

| |           |                                                                                 |
| J Clarke 1-2, A Kernan 0-5 (3f), BJ Padden 0-3, M Mackin 0-2, K Dyas, T Kernan S McDonnell (f) 0-1 each | Marcatori | M Clarke 0-5 (4f), M Poland 1-1, P McComiskey 0-2, D Rooney, D Hughes 0-1 each. |

| Arbitro: | J McQuillan (Cavan) |

| |           |                                                                |
| B McGuigan 1-1, S Cavanagh 0-4 (0-2f), S O'Neill 0-3, M Penrose (2f), P Harte (1f, 1 '45) 0-2 each, O Mulligan 0-1 | Marcatori | C McManus 0-6 (5f), D Hughes 1-1 (1-0 pen), P Finlay 0-4 (3f). |

| Arbitro: | M Duffy (Sligo) |

| |           |                                                                                           |
| P McBrearty 1-3 (1f), C McFadden 0-5 (2f), R Kavanagh 1-0, D Molloy 0-2, K Cassidy, K Rafferty, L McLoone and M Murphy 0-1(f) each | Marcatori | M Brennan 1-1, N McDermott 0-4 (3f), G McKiernan, F Flanagan and S Johnston 0-1 (f) each. |

| Arbitro: | D Coldrick (Meath) |

|                                                                                            |           |                                                                                             |
| E Bradley (0-2f), C Gilligan (0-5f) 1-5 each, M Lynch 1-2, SL McGoldrick, C Kielt 0-1 each | Marcatori | S McDonnell (3f, 1 '45) 0-6, M O'Rourke 1-1, J Clarke, P Duffy, A Kernan, C Vernon 0-1 each |

| Arbitro: | J McQuillan (Cavan) |

| |           | |
| S O'Neill 0-2, S Cavanagh 0-2 (1f), P Jordan, B Dooher, O Mulligan, M Penrose and P Harte (f) 0-1 each | Marcatori | C McFadden 1-1 (1f), D Molloy 1-0, M Murphy 0-2 (1f), K Cassidy, K Rafferty and P McBrearty 0-1 each |

| Arbitro: | M Deegan (Laois) |

|                                                                      |           |                                                                                                 |
| J Kielt 0-04 (2f), C Kielt 0-02, C Gilligan (f), M Donaghy 0-01 each | Marcatori | M Murphy 1-02 (1-00 pen), C McFadden 0-04 (2f), M Hegarty, A Thompson 0-02 each, R Bradley 0-01 |

### Ripescaggi

#### Round 1
Il 12 giugno sono stati sorteggiati gli accoppiamenti per il primo turno. Nell'urna c'erano tutte le squadre eliminate prima di avere raggiunto le semifinali provinciali, con l'eccezione di New York.
| Arbitro: | P O'Sullivan (Kerry) |

| |           | |
| D Tubridy 0-4 (3f), T Ryan 1-0, J Dowling, G Quinlan 0-2 each, A Clohessy, John Hayes, G Brennan, M Tubridy 0-1 each | Marcatori | C Laverty 1-3, P McComiskey 0-4 (2f), M Clarke 0-2 (2fs), B McArdle, C Mooney, M Poland, B Coulter 0-1 each |

| Arbitro: | M Condron (Waterford) |

| |           |                                                                                              |
| MJ Tierney 0-5 (3 '45s'), D Strong 1-2, C Begley 1-1, R Munnelly, D Kingston(2fs) 0-3 each, J O'Loughlin 0-2 | Marcatori | B Grogan 0-4f, B Mulvihill 0-2, G Hannigan, S Grogan, H Coghlan, J Cagney; P Austin 0-1 each |

| Arbitro: | M Sludden (Tyrone) |

| |           |                                                                              |
| T McCann 0-4 (2f, 2'45'), G O'Boyle 0-3 (2f), J Loughrey, B Herron, T Scullion 0-2 each, C Murray, K Niblock, P Cunningham 0-1 each | Marcatori | J Heslin 0-4 (3f), J Dolan 1-0, B Murtagh, P Greville (f), D Dolan 0-1 each. |

| Arbitro: | M Deegan (Laois) |

|                                         |           |                                                                                  |
| D Clarke 1-8 (0-7f), P Keenan 1-0 (pen) | Marcatori | C Ward 4-3 (0-3f), S O'Rourke 0-3, P Gilsenan 1-0, G Reilly, J Sheridan 0-1 each |

| Arbitro: | D Fahy (Longford) |

| |           |                                                                             |
| E O'Neill 0-4 (2f), K O'Leary, P McGoldrick, C McCallion 0-2 each, P Geraghty, M Gottsche, T Gaughan, K Phair, C O'Sullivan 0-1 each | Marcatori | J O'Flanaghan 0-5 (2f), D Kille (1f) 0-2, T Corrigan, B Og Maguire 0-1 each |

| Arbitro: | M Duffy (Sligo) |

| |           |                                                                                   |
| E Keating 0-4 (1f), S Johnston 0-3 (2f), J McEnroe, M McKeever, Michael Brennan (45), N McDermott (1f) 0-1 each | Marcatori | S McCormack 0-9 (7f), P Barden 1-3, B Kavanagh 1-2, B McElvaney, C Smith 0-1 each |

| Arbitro: | E Kinsella (Laois) |

| |           |                                                                               |
| C McGraynor 1-1, T Hannon 0-4 (1f, 2 '45s'), L Glynn (1f), S Furlong (1f) 0-3 each, N Mernagh, J Stafford 0-2 each, D Hayden, R Finn, P Earls 0-1 each | Marcatori | A Marren 0-9 (7f), T Taylor 0-3, E O'Hara, B Egan, M Breheny, S Coen 0-1 each |

| Arbitro: | S Doyle (Wexford) |

| |           | |
| N McNamee 1-4, C McManus 0-4 (3f), R Dalton 0-3, S Lonergan 0-2, K Casey, B Allen, N Darby, R Brady (f), D Egan 0-1 each | Marcatori | C McGuinness 1-0, P Finlay (2f), O Duffy, N McAdam, C McManus (1f) 0-2 each, B O'Brien, C Hanratty 0-1 each |

#### Round 2
Il sorteggio si è tenuto il 26 giugno 2012 a Castlebar. Le squadre sono state messe in un'unica urna e il vantaggio del fattore campo spettava a quelle sorteggiate per prime
| Arbitro: | M Condon (Waterford) |

|                                                                                               |           |                                                                                                |
| I Ryan 1-7, G Collins 1-2, S O'Carroll 1-0, S Kelly 0-2 (2f), Thomas Lee, E O'Connor 0-1 each | Marcatori | C McManus 0-7 (7f), K Casey, N McNamee 0-2 each, B Darby, N Darby, B Allen, P Bracken 0-1 each |

| Arbitro: | M Sludden (Tyrone) |

| |           |                                                                                   |
| B Coulter 0-7, M Clarke 1-2 (1-0pen, 1'45), C Laverty, M Poland (1f) 0-2 each, K McKernan, L Doyle, P Fitzpatrick 0-1 each | Marcatori | A Croal 1-1, E Mulligan 0-3 (3fs), R Lowe, B McDonald, J Glancy, C Kelly 0-1 each |

| Arbitro: | D Coldrick (Meath) |

| |           | |
| D Kingston 0-3 (2f), N Donoher, MJ Tierney (2f) 0-2 each, P Clancy, B Quigley, R Munnelly 0-1 each | Marcatori | J Doyle 1-4 (1 pen, 4f), J Kavanagh 1-1, T O'Connor 1-0, H Lynch 0-3, P O'Neill, E O'Flaherty (1 '45) 0-2 each, O Lyons, E Callaghan, F Dowling, B Flanagan 0-1 each |

| Arbitro: | P Mc Enaney (Monaghan) |

|                                                                                                |           | |
| S McCormack 0-6 (2f), F McGee, B Kavanagh 0-3 each, N Farrell, D McElligott, P Barden 0-1 each | Marcatori | P Harte 0-7 (1f), M Donnelly 1-2, S Cavanagh (2f), C Cavanagh, M Penrose (1f) 0-2 each, K Coney, T McGuigan 0-1 each |

| Arbitro: | P Fox (Westmeath) |

| |           |                                                                                          |
| J Clarke 0-5, S McDonnell 0-4 (1f, 1'45), A Kernan, M Mackin 0-3 each, C Vernon, M O'Rourke, J Hanratty, G McParland 0-1 each | Marcatori | S Furlong 2-4 (3f), L Glynn 0-4, T Hannon 0-3 (1f, 1'45), J Stafford, N Mernagh 0-1 each |

| Arbitro: | M Collins (Cork) |

| |           |                                                                           |
| S Bray 0-3, G O'Brien, S McAnarney, S O'Rourke, B Meade, J Sheridan, G Reilly, B Farrell, C Ward (f) 0-1 each | Marcatori | P Joyce 0-4 (1f), C Bane 0-3 (1f), J Duane, G Bradshaw, M Clancy 0-1 each |

| Arbitro: | E Kinsella (Laois) |

| |           | |
| M Dougan 1-1, P Cunningham 0-3 (0-1f), C Murray, T McCann (0-1f), J Loughrey, K Niblock 0-2 each, G O'Boyle 0-1 (0-1sl) | Marcatori | D St Ledger 0-4 (0-3f, 0-1 '45'), P Hickey, B Murphy 1-0 each, D Foley 0-3 (0-2f), T Walsh, B Murphy (0-1f) 0-1 each |

| Arbitro: | S Doyle (Wexford) |

| |           |                                                                                 |
| T Gaughan, E O'Neill (3f) 0-3 each, K Phair 0-2f, P Geraghty, S McVeigh, P McGoldrick (1f), S Kelly (1f), M Gottsche ('45') 0-1 each | Marcatori | P Whyte 0-7 (4f), G Hurney 1-3, W Hennessy 0-3, S Fleming, B Wall (2f) 0-2 each |

| Arbitro: | R Hickey (Clare) |

|                                                                                            |           | |
| T Hannon 0-3 (0-2f, 0-1 '45'), P Earls, L Glynn, S Furlong (0-1f) 0-2 each, A O'Malley 0-1 | Marcatori | J Clarke 2-2, M O'Rourke, S McDonnell (0-1f) 0-2 each, P Duffy, A Kernan (0-1f), G McParland 0-1 each |

#### Round 3
Il 10 luglio si sono tenuti i sorteggi sia per il round 3 che per il 4. Il sorteggio per il round 3 premiava la prima squadra estratta per coppia garantendole il fattore campo. Le partite del round 4 furono invece giocate in campo neutro
| Arbitro: | C Reilly (Meath) |

|                                                                                |           |                                                                      |
| S Kelly 0-7 (3f), J Mullane, S O'Carroll, G Collins (1f) 0-2 each, J Cooke 0-1 | Marcatori | P Whyte 0-4 (2f), P Hurney 0-2, B Wall, S Fleming, G Hurney 0-1 each |

| Arbitro: | P Hughes (Armagh) |

| |           | |
| B Herron, K Niblock, P Cunnighan (2f) 0-2 each, G O'Boyle, D O'Hagan, J Crozier, T McCann ('45') 0-1 each | Marcatori | M Clarke 1-4 (3f, 1 '45'), M Poland 0-4 (4f), C Laverty, C Mooney 1-0 each, B Coulter 0-2, A Branagan, K McKernan, P McComiskey 0-1 each |

| Arbitro: | J Mc Quillan (Cavan) |

|                                                                  |           | |
| C Ward 0-9 (5f, 2 '45), S Kenny, S Bray 0-2 each, S O'Rourke 0-1 | Marcatori | E Bolton, J Doyle (1-2f) 1-2 each, H McGrillen, M O'Flaherty, P O'Neill, E Callaghan, F Dowling, J Kavanagh, R Sweeney 0-1 each |

| Arbitro: | M Duffy (Sligo) |

| |           |                                                                                           |
| T McGuigan 1-1, P Harte 0-4 (3f), Joe McMahon 1-0, M Donnelly 0-3, S O'Neill, S Cavanagh (1f), B McGuigan, K Coney 0-1 each | Marcatori | S McDonnell 0-8 (5f, 1 pen), M O'Rourke 0-2, A Kernan (1f), B J Padden, M Mackin 0-1 each |

#### Round 4
| Arbitro: | M Duffy (Sligo) |

| |           | |
| M Clarke 0-3 (2f), B Coulter, P McComiskey 0-2 each, C Garvey, C Maginn, D Hughes, M Poland, K McKernan, A Rogers, C Laverty 0-1 each | Marcatori | D O'Connor 1-7 (4f), F Goold 1-2, P Kerrigan 0-3, P Kelly 0-2, D Goulding 0-1 (1f), P Kissane, P O'Neill, G Canty, A Walsh, J Miskella 0-1 each |

| Arbitro: | D Fahy (Longford) |

| |           | |
| I Ryan (1f), S Kelly (3f) 0-05 each, G Collins 0-04 (2f), E O'Connor 1-0, J Cooke 0-02, T Lee, S O'Carroll 0-01 each | Marcatori | E Bradley 1-0, R Barry, PJ Banville, B Brosnan (2f) 0-03 each, A Morrissey, A Flynn, C Lyng (2f) 0-02 each, S Roche, B Malone 0-01 each |

| Arbitro: | S Doyle (Wexford) |

| |           | |
| J Doyle 0-6 (6f), J Kavanagh 0-4, R Kelly, T O'Connor 0-2 each, H McGrillen, E Callaghan, E O'Flaherty, P O'Neill, R Sweeney 0-1 each | Marcatori | C Gilligan 0-4 (3f), D Mullan 0-3, S Leo McGoldrick, E Muldoon, J Kielt (0-1f), J Diver, G O'Kane, B McGoldrick 0-1 each |

| Arbitro: | M Deegan (Laois) |

| |           | |
| S Cavanagh 2-03 (1f), M Donnelly 1-01, P Harte 0-04 (3f, 1 '45), C Cavanagh, K Coney, B McGuigan 0-02 each, P Jordan, K Hughes, C Gormley, O Mulligan, S O'Neill 0-01 each | Marcatori | K Mannion 1-02, D Shine (2f), S Kilbride (1f) 0-04 each, D McDermott 0-02, J Rogers (1f), C Cregg 0-01 each |

### Quarti di finale
Il sorteggio si tenne il 24 e consisteva in due urne separate. Una contenente i campioni provinciali, che nei quarti non si potevano scontrare, l'altra le vincitrici del round4. Tutte le partite furono giocate a Croke Park, Dublino.
| Arbitro: | P McEnaney (Monaghan) |

| |           |                                                                                           |
| Darran O'Sullivan 1-3, Bryan Sheehan 0-6 (4f, 1 '45), C Cooper 0-3 (2f), T O Se, Declan O'Sullivan 0-2 each, K Young, A Maher, K Donaghy, J O'Donoghue 0-1 each | Marcatori | S Kelly 0-4, I Ryan 0-2 (2f), J Riordan, G Collins, S O'Carroll, B Scanlon ('45) 0-1 each |

| Arbitro: | R Hickey (Clare) |

| |           |                                                                                      |
| K McLoughlin 1-1, C O'Connor 0-6 (5f), E Varley (1f), K Higgins, A Dillon, A Moran, J Doherty, R Hennelly (1'45) 0-1 each | Marcatori | D O'Connor 1-2 (1-0 pen, 0-1 '45), P Kerrigan 1-2, J Miskella, F Goold (1f) 0-1 each |

| Arbitro: | D Coldrick (Meath) |

| |           | |
| C Toye 1-1, M Murphy 0-3 (1f), K Cassidy 0-2, K Lacey, R Kavanagh, M McHugh, R Bradley, P McBrearty, D Molloy 0-1 each | Marcatori | E O'Flaherty 0-6 (4f), A Smith 0-2, E Bolton, P O'Neill, E Callaghan, J Kavanagh, G White (f), R Sweeney 0-1 each |

| Arbitro: | J Mc Quillan (Cavan) |

| |           | |
| D Connolly 0-7, B Brogan 0-5 (1f), A Brogan 0-3, P Flynn, S Cluxton (1f, 1 '45) 0-2 each, D Bastick, B Cullen, B Cahill 0-1 each | Marcatori | S Cavanagh (3f), M Penrose (3f) 0-4 each, M Donnelly, Stephen O'Neill 0-2 each, B Dooher, E McGinley, P Harte (1f) 0-1 each |

### Semifinali
| Arbitro: | D Coldrick (Meath) |

|                                                                                      |           | |
| C O'Connor 1-3 (0-3f), D Vaughan 0-3, E Varley (1f), A Moran 0-2 each, L Keegan 0-1. | Marcatori | C Cooper 1-7 (0-4f), B Sheehan 0-3 (3f), K O'Leary, K Donaghy, P Galvin 0-2 each, T O Se, Darran O'Sullivan, E Brosnan, S Scanlon 0-1 each |

| Arbitro: | M Deegan (Laois) |

|                                                                                 |           |                                                     |
| B Brogan 0-04 (4f), S Cluxton 0-02 (1f, 1 '45), B Cullen, K McManamon 0-01 each | Marcatori | C McFadden 0-4 (2f), K Cassidy, R Bradley 0-01 each |

### Finale
| Arbitro: | J McQuillan (Cavan) |

| |           | |
| C Cooper 1-03 (2f), B Sheehan 0-04 (2f, 1 '45), K Donaghy 0-02, Declan O'Sullivan, P Galvin 0-01 each | Marcatori | B Brogan 0-06 (4f), K McManaman 1-00, S Cluxton (2f), A Brogan 0-02 each, K Nolan, D Bastick 0-01 each |

|  | Quarter Finals | Quarter Finals | Quarter Finals |        |      | Semi Finals | Semi Finals | Semi Finals |  |  | Final | Final | Final |
|  |                |                |                |        |      |             |             |             |  |  |       |       |       |
|  | 1              | Kerry          | 1-20           |        |      |             |             |             |  |  |       |       |       |
|  | 8              | Limerick       | 0-10           |        |      |             |             |             |  |  |       |       |       |
|  | 8              | Limerick       | 0-10           |        |      | Kerry       | 1-20        |             |  |  |       |       |       |
|  |                |                |                |        |      | Kerry       | 1-20        |             |  |  |       |       |       |
|  |                |                | Mayo           | 1-11   |      |             |             |             |  |  |       |       |       |
|  | 4              | Mayo           | Mayo           | 1-11   | 1-13 |             |             |             |  |  |       |       |       |
|  | 4              | Mayo           |                |        | 1-13 |             |             |             |  |  |       |       |       |
|  | 5              | Cork           | 2-06           |        |      |             |             |             |  |  |       |       |       |
|  |                |                |                |        |      |             |             |             |  |  |       | Kerry | 1-11  |
|  |                |                |                | Dublin | 1-12 |             |             |             |  |  |       |       |       |
|  | 3              | Donegal        | 1-12           |        |      |             |             |             |  |  |       |       |       |
|  | 6              | Kildare        | 0-14           |        |      |             |             |             |  |  |       |       |       |
|  | 6              | Kildare        | 0-14           |        |      | Donegal     | 0-06        |             |  |  |       |       |       |
|  |                |                |                |        |      | Donegal     | 0-06        |             |  |  |       |       |       |
|  |                |                | Dublin         | 0-08   |      |             |             |             |  |  |       |       |       |
|  | 2              | Dublin         | Dublin         | 0-08   | 0-22 |             |             |             |  |  |       |       |       |
|  | 2              | Dublin         |                |        | 0-22 |             |             |             |  |  |       |       |       |
|  | 7              | Tyrone         | 0-15           |        |      |             |             |             |  |  |       |       |       |